# Университет Мэна
Университе́т Мэ́на (англ. University of Maine, сокр. англ. UMaine) — публичный американский университет. Крупнейший университет штата Мэн, в котором обучаются 11 000 студентов. Главный кампус Системы Университета Мэна. Основан в 1865 году в городе Ороно.

## История
Университет был основан в 1862 году законом Моррилла, подписанным президентом Линкольном. Первоначально он назывался Колледж сельского хозяйства и механики Мэна (англ. Maine College of Agriculture and the Mechanic Arts). Затем, открывшийся 21 сентября 1868 года, меняет своё название на Университет Мэна в 1897 году.
К 1871 году были организованы программы преподавания сельского хозяйства, гражданского строительства, машиностроения и факультативов. Экспериментальная сельскохозяйственная и лесная станция Мэна (англ. Maine Agricultural and Forest Experiment Station) была основана как подразделение университета в 1887 году, постепенно превратилась в университетский колледж естественных наук и сельского хозяйства (позже колледж был включён в Школу лесных ресурсов и Школу развития человека); также были созданы колледжи машиностроения и науки, искусств и наук. Школа образования была создана в 1930 году и получила статус колледжа в 1958 году; школа делового администрирования была сформирована в 1958 году и получила статус колледжа в 1965 году. Женщины были допущены ко всем учебным планам в 1872 года. Первый диплом магистра был выдан в 1881 году; первая докторская степень была присвоена в 1960 году.
Ближе к концу XIX века учебная программа была расширена, чтобы сделать больший акцент на преподавании свободных искусств. Новый факультет нанял в начале XX века Кэролайн Колвин (глава департамента истории), которая стала первой женщиной в стране, возглавившей крупный отдел университета.

## Библиотека
Библиотека Фоглера является крупнейшей в Мэне — в ней хранится более миллиона книг, в том числе большое количество рукописей и неопубликованных работ известного американского писателя Стивена Кинга.

## Спорт
В области спорта цвета Университета Мэна защищает команда Мэн Блэк Бэрс.

## Известные преподаватели
- Кэррол Террелл, литературовед
- Артур Смит, отец Саманты Смит

## Известные студенты
- Стивен Кинг, писатель
- Бернард Лаун, лауреат Нобелевской премии мира
- Майкл Данэм, хоккеист
- Братья Пол, Стив и Мартин Кария, хоккеисты
- Бен Бишоп, хоккеист сборной США